# Адажский край
А́дажский край (латыш. Ādažu novads) — административно-территориальная единица Латвии, в регионе Видземе. Административным центром края является город Адажи.
Образован в 2006 году из Адажской волости. Внутреннее деление края на волости отсутствовало.
В ходе административно-территориальной реформы Латвии 2021 года к краю была присоединена Царникавская волость, бывшая территория края была преобразована в Адажскую волость и образован новый укрупнённый Адажский край, а Адажи выделен в отдельную административно-территориальную единицу.

## Национальный состав
Национальный состав населения края по итогам переписи населения Латвии 2011 года был распределён таким образом:
| Национальность | Численность, чел. (2011) | %        |
| -------------- | ------------------------ | -------- |
| Латыши         | 7434                     | 74,14 %  |
| Русские        | 1871                     | 18,66 %  |
| Белорусы       | 189                      | 1,88 %   |
| Украинцы       | 199                      | 1,98 %   |
| Поляки         | 108                      | 1,08 %   |
| Литовцы        | 50                       | 0,50 %   |
| Другие         | 176                      | 1,76 %   |
| всего          | 10 027                   | 100,00 % |

## Территориальное деление
- город Адажи (латыш. Ādažu pilsēta)[1][комментарий 1]
- Адажская волость (латыш. Ādažu pagasts)
- Царникавская волость (латыш. Carnikavas pagasts)